# Aka microterebrans
Aka microterebrans är en svampdjursart som beskrevs av Calcinai, Cerrano och Bavestrello 2007. Aka microterebrans ingår i släktet Aka och familjen Phloeodictyidae. Inga underarter finns listade i Catalogue of Life.